# حسین‌زائری
حسین‌زائری، روستایی است از توابع بخش کاکی در شهرستان دشتی استان بوشهر ایران.

## جمعیت
این روستا در دهستان چغاپور قرار داشته و بر اساس سرشماری سال ۱۳۸۵ جمعیت آن ۴۲۰ نفر (۷۲ خانوار) بوده‌است.